# Szrbica (Oszlomej)
Szrbica (macedónul: Србица, albánul Sërbicë) település Észak-Macedóniában, a Délnyugati körzet Kicsevói járásában, 2013-ig az Oszlomeji járás része volt, ami teljes egészében beolvadt a Kicsevói járásba.

## Népesség
| Lakosok száma | 1065 | 1124 | 1217 | 1334 | 1533 | 17   | 1676 | 1862 | 796  |
|               | 1948 | 1953 | 1961 | 1971 | 1981 | 1991 | 1994 | 2002 | 2021 |

2002-ben 1862 lakosa volt, akik közül 1859 albán és 3 egyéb.